# Божевільне побачення
«Божевільне побачення» (англ. Date Night) — американська романтично-кримінальна комедія режисера Шона Леві знята 2010 року по сценарію Джоша Клауснера.
Стів Карелл і Тіна Фей зіграли головні ролі у фільмі сюжет якого розгортається навколо подружжя Фостер, яке намагається урізноманітнити своє нудне подружнє життя сходивши на побачення в модний нью-йоркський ресторан. Але для того щоб отримати столик без черги, їм довелось представитись чужими іменами і разом з романтичною вечерею вони отримали божевільні пригоди, адже, прийнявши їх за інших, в шалену гонку по місту за сімейним подружжям пустилися корумповані копи та міські гангстери.
Прем'єра фільму відбулась у Нью-Йорку 6 квітня 2010 року. В інших містах реліз розпочався 9 квітня 2010, кінокомпанією 20th Century Fox. В прокаті стрічка зібрала $152.3 мільйона при бюджеті в $55 мільйонів.

## Сюжет
Філ і Клер Фостери (Стів Карелл і Тіна Фей) сімейна пара з двома дітьми з Нью Джерсі. Філ податковий юрист, а Клер рієлтор. З роками прожитими разом, їхнє подружнє, сімейне та статеве життя поступово стає нудною рутиною. Дізнавшись від своїх найкращих друзів Бреда та Гейлі (Марк Раффало і Крістен Віг), що ті планують розлучитись, щоб вберегтись від марудних сімейних тягот, Філ і Клер вирішують розпалити та відновити пристрасть у своїх стосунках.
Для цього вони намагаються організувати собі особливе побачення у розкішному та дуже популярному ресторані Мангеттена, але поприїзду дізнаються, що там для них немає вільних місць. Щоб не повертатись додому, Філ видає себе за іншу особу та забирає чужі зарезервовані місця, родини Тріплгорнів. Під час вечері за чужим столиком до Філа і Клер підходять двоє невідомих чоловіків (Комен і Джиммі Сімпсон) і звинувачуючи їх у шахрайстві виводять з ресторану. Стає зрозуміло що це не працівники ресторану, а якісь бандити, коли погрожуючи зброєю ці двоє вимагають від Філа та Клер повернути флешку вкрадену у відомого мафіозі Джо Мілетто (Рей Ліотта). Філ і Клер намагаються пояснити, що вони не Тріплгорни, а Фостери і вони назвались чужим прізвищем лише для того, щоб потрапити до ресторану. Але озброєна пара молодиків їм не вірить і погрожує їх вбити якщо ті не зізнаються. Відчуваючи що іншого виходу немає Філ бреше і зізнається що вони вкрали та спрятали флешку у Центральному парку.
В парку Філ і Клер приводять бандитів до будинку біля озера і кажуть, що флешка захована всередині. Поки Клер відволікає бандитів дістаючи уявну флешку з-під підлоги, Філ озброївшись веслом завдає кілька ударів по бандитам, що на деякий час виводить їх з рівноваги. Тим часом Фостери встигають сісти в човен та переплисти на інший берег. Відірвавшись від погоні та зібравшись думками, Філ і Клер йдуть до поліцейського відділку де намагаються розповісти про останні події детективу Арройо (Тараджі Генсон), але під час їхньої розповіді до відділку входить двоє їхніх переслідувачів, які виявляються співробітниками поліції, детективами Коллінсом і Армстронгом. Розуміючи що ці детективи пов'язані з мафією і навряд чи можна довіряти поліцейським у цьому відділку, Фостери вирішують не покладатись на поліцію, а сподіваються власноруч знайти справжніх Тріплгорнів, забрати у них флешку і віддати її мафії, щоб вона від них відчепилась.
Філ і Клер повертаються до ресторану де вони вечеряли і з журнала резервацій дізнаються телефонний номер з якого робили замовлення Тріплгорни. Клер згадує свого колишнього клієнта, Голбрука Гранта (Марк Волберг), що пов'язаний з охороною та цифровими технологіями і який зможе їм допомогти. Приїхавши до помешкання Гранта та дослідивши телефонний номер Фостери дізнаються, що його власник не Тріплгорн, а Томас Фелтон. В цей час до помешкання Голбрука Гранта приїздять детективи Коллінс і Армстронг, які йдуть по сліду Філа і Клер. Щоб врятуватись від переслідування Фостери забирають собі машину Гранта і на ній тікають. Вони приїжджають за адресою по якій мешкає Томас Фелтон і крадькома проникають у його квартиру, сподіваючись знайти там флешку. Але Том Фелтон разом зі своєю дружиною (Джеймс Франко і Міла Куніс) прокидаються від гуркоту і стикаються з Фостерами. Філ Фостер погрожуючи зброєю, яку він взяв у помешканні Голбука Гранта, дізнається, що Фелтони хотіли все ж таки прийти у ресторан, але побачивши там корумпованих копів Коллінса і Армстронга, передумали, усвідомивши всю небезпеку. Дізнавшись про історію Філа і Клер і що за ними по п'ятах ідуть ці детективи, Фелтони вирішують негайно тікати з квартири і залишають флешку подружжю Фостерів.
Філ і Клер з флешкою повертаються у машину, біля якої на них чатують корумповані детективи, які одразу починають стріляти. Не гаючи часу Філ рушає з місця та набравши швидкість виїжджає на смугу одностороннього руху де зіштовхується з машиною таксі. Від удару машини зчеплюються і їдуть разом. Після карколомного переслідування зі стрільбою, Філ перебирається в таксі та взявши у таксиста (Джей Бі Смув) планшет переглядає вміст флешки, серед знімків якої бачить компроментуючи світлини з окружним прокурором Френком Креншоу (Вільям Фіхтенр) в компанії повій. Після ще одного поштовху машини розчиплюються та таксі Філа падає у воду. Філ встигає вилізти з машини, але при цьому втрачає флешку.
Філ і Клер переховуються у метро та обмірковують свої подальші дії. Філ розповідає Клер про світлини з прокурором Креншоу і вони приходять до висновку, що Тріплгорни / Фелтони намагались шантажувати саме його. І з ним і потрібно домовлятись. Подружжя Фостерів знов приїжджає за допомогою до Голбрука Гранта. Той неохоче погоджується. Після цього Філ і Клер йдуть до нелегального стрип-клуба який часто відвідує Креншоу. Щоб пройти всередину Клер видає себе за повію, а Філ вдає її сутенера. В клубі вони помічають прокурора та після танців на жердині які йому сподобались, він дозволяє їм до нього наблизитись. Філ і Клер розповідають йому про флешку з компроматом вдаючи з себе Тріплгорнів, які його шантажували. Креншоу кличе на допомогу охорону, разом з якою з'являються детективи Коллінс і Армстронг і наставляють зброю на Філа та Клер. Щоб уникнути свідків усі разом йдуть на дах будинку, де Креншоу намагається дізнатися де флешка. Філ стверджує що флешка надійно захищена і вона у Голбрука Гранта, який у разі чого оприлюднить її вміст. Тим часом на даху з'являється власник стрип-клубу Джо Мілетто, який теж намагається зрозуміти що відбувається. Під час розмови стає зрозуміло що Мілетто платить прокурору Креншоу за те, щоб той не порушував проти нього судові справи. Коли Філ згадує що на флешці були світлини прокурора в оточені повій, Креншоу починає сперечатись з Мілетто вимагаючи пояснити для чого той збирав на нього компромат. Суперечка набирає оберти, коли вони починають викривати один одного у протиправних діях. Це призводить до того, що всі наставляють зброю один на одного. Клер нервує та починає панікувати, але Філ заспокоює її і просить йому довіритись, почавши рахувати до трьох (так само як вона заспокоює їхніх дітей). Клер рахує до трьох і на останньому рахунку з'являється поліція зі штурмовими підрозділами, які усіх заарештовують. До Філа і Клер підходить детектив Арройо та забирає у Філа прихований мікрофон, який встановив Голбрук Грант, на який були записані зізнання корумпованих чиновників та мафії.
Після всіх подій Філ пропонує Клер закінчити їхні пригоди сніданком у ресторані, візит до якого їм зруйнували. Але на відміну від минулого разу, замість вишуканого, коштовного ресторану вони йдуть до звичайного придорожнього кафе, де Філ зізнається Клер, що якби була можливість він би залюбки і не вагаючись знов одружився би на ній і прожив би з нею та дітьми все своє життя.

## У ролях
| Актор          | Роль                   |
| -------------- | ---------------------- |
| Стів Карелл    | Філ Фостер             |
| Тіна Фей       | Клер Фостер            |
| Тараджі Генсон | детектив Арройо        |
| Білл Барр      | детектив Волш          |
| Джиммі Сімпсон | детектив Армстронг     |
| Комен          | детектив Коллінс       |
| Вільям Фіхтнер | прокурор Френк Креншоу |
| Марк Раффало   | Бред Салліван          |
| Крістен Віг    | Гейлі Салліван         |
| Лейтон Містер  | няня Кетті             |

| Актор         | Роль                      |
| ------------- | ------------------------- |
| Джеймс Франко | Том Фелтон                |
| Міла Куніс    | дружина Тома Фелтона      |
| Марк Волберг  | Голбрук Грант             |
| Галь Гадот    | подружка Голбрука Гранта  |
| Олівія Манн   | адміністраторка ресторану |
| Нік Кролл     | метрдотель ресторану      |
| Рей Ліотта    | бос мафії Джо Мілетто     |
| Джей Бі Смув  | таксист                   |
| Джон Бернтал  | клієнт банку              |
| Віллайем      | у ролі самого себе        |

## Інформація про фільм

### Критика
Портал IMDB дав середню оцінку 6,3 / 10, яку було сформовано завдяки 153 149 користувачам.
На сайті Rotten Tomatoes стрічка отримала рейтинг у 66 % якості, заснований на 231 рецензії, з середнім рейтингом 6.10/10.
На сайті Metacritic, фільм набрав 56 балів зі 100, ґрунтуючись на 37 відгуках, що становить «середню оцінку».

### Касові збори
У свій перший вікенд «Божевільне побачення» зібрало $25.2 млн, стрічка посіла друге загальне місце серед всіх фільмів цього вікенду. Пропустивши вперед «Битва титанів» від кінокомпанії Warner Bros. з результатом $26.6 млн.
Всього стрічка зібрала $152.3 млн. Частина з яких у США і Канаді $98.7 млн, а також $53.6 млн в інших країнах світу.

### Нагороди та номінації
Фільм здобув 2 нагороди Teen Choice Awards у категоріях «Найкраща комедія» та «Найкраща акторка у комедії».

### Інші релізи
«Божевільне побачення» було видане на DVD та Blu-ray 10 серпня 2010 року. На DVD окрім стандартної театральної версії (88 хвилин), була додана ще розширена версія стрічки (101 хвилин), альтернативні сцени та невдалі дублі.